# Orthognathini
Sous-famille
Les Orthognathinae forment une tribu de coléoptères au sein de la famille des Dryophthoridae qui a été définie par l'entomologiste Théodore Lacordaire en 1866. Elle comprend trois genres.

## Genres
- Mesocordylus Lacordaire, 1866
- Orthognathus Schönherr, 1838
- Sipalinus Marshall, 1943